# Силин, Павел Михайлович
Павел Михайлович Силин (1887—1967) — советский учёный в области сахарного производства, Герой Социалистического Труда (1967).

## Биография
Павел Михайлович Силин родился 16 (28) мая 1887 года в городе Туринске (ныне — Свердловская область). Рано остался сиротой, параллельно с учёбой подрабатывал репетиторством. В 1906 году Силин окончил с отличием Тобольскую гимназию, после чего работал учителем. В 1914 года по первому разряду он окончил химический факультет Томского технологического института, после чего остался в нём работать лаборантом, ассистентом кафедры химической технологии питательных веществ. В 1921 году уехал в Омск, где был избран профессором Сибирской сельскохозяйственной академии, годом позже стал профессором Томского государственного университета.
С 1924 года Силин руководил кафедрой переработки сельскохозяйственного сырья Воронежского сельскохозяйственного института, с 1930 года — кафедрой технологии сахаристых веществ Воронежского химико-технологического института пищевой промышленности. В годы Великой Отечественной войны участвовал в организации снабжения частей Красной Армии продовольствием. С 1944 года до самой смерти работал заведующим кафедрой технологии сахаристых веществ Московского технологического института пищевой промышленности. Разработал ряд теорий и технологических процессов производства сахара, активно применявшихся в советской сахарной промышленности.
Указом Президиума Верховного Совета СССР от 31 мая 1967 года за «выдающиеся заслуги в области физико-химии сахаристых веществ, подготовки инженерных и научно-педагогических кадров и в связи с восьмидесятилетием со дня рождения» Павел Михайлович Силин был удостоен высокого звания Героя Социалистического Труда с вручением ордена Ленина и медали «Серп и Молот».
Умер 30 сентября 1967 года, похоронен на Ваганьковском кладбище (15 уч.).

## Награды
Заслуженный деятель науки и техники РСФСР, доктор технических наук. Лауреат Сталинской премии 1952 года. Был награждён тремя орденами Ленина, орденом Трудового Красного Знамени и рядом медалей.